# Le Claire (Iowa)
Le Claire – miasto w Stanach Zjednoczonych, w stanie Iowa, w hrabstwie Scott. Zgodnie ze spisem statystycznym z 2000 roku, miasto liczyło 2 847 mieszkańców.